# Epulões
Os epulões (em latim: epulones; sing. epulonum) formavam um dos quatro grande colégios religiosos (em latim: "quattuor amplissima collegia") da Roma Antiga. Os dois mais importantes eram o Colégio dos Pontífices e o Colégio dos Áugures; o quarto era o dos quindecênviros dos fatos sagrados (quindecimviri sacris faciundis). Os epulões eram responsáveis pela organização de banquetes e festas públicos nos festivais e jogos romanos ("ludi"), uma função inicialmente realizada pelos pontífices.

## História
Inicialmente haviam apenas três epulões, mas depois o número foi aumentado para sete; por conta disto, os septênviros eram conhecidos ainda como septemviri epulonum ou "septênviros epulões" ("sete homens dos epulões"). Júlio César expandiu temporariamente o número de membros do colégio para dez, mas, depois de sua morte, o número voltou a sete. O colégio foi fundado em 196 a.C., muito depois das reformas que permitiram o acesso à maior parte das magistraturas e sacerdócios aos plebeus, que, no caso dos epulões, sempre foram elegíveis. A necessidade deste tipo de colégio cresceu conforme os festivais e jogos se tornavam cada vez mais elaborados e exigiam especialistas para supervisionar a organização.
A "patera" era a bacia sagrada utilizada pelos epulões. Era rasa com um centro elevado para que, quando segurada na palma da mão, o dedão pudesse ser apoiado no centro sem profanar a libação conforme ela era derramada no "focus" (o fogo sagrado). A patera tinha gravado o emblema especial dos epulões e a pátena utilizada ainda hoje pela Igreja Católica Romana é descendente direta dela, mas sem o centro elevado.